# My Lawyer, Mr. Jo
My Lawyer, Mr. Jo (en hangul, 동네변호사 조들호; RR: Dongnebyeonhosa Jodeulho) es una serie de televisión surcoreana dirigida por Lee Jeong-seob y Lee Eun-jin, y protagonizada por Park Shin-yang, Kang So-ra, Ryu Soo-young y Park Sol-mi. Basada en un webtoon del mismo título, se emitió en KBS2 desde el 28 de marzo hasta el 31 de mayo de 2016, los lunes y martes a las 22:00 (hora local coreana).
Fue seguida de una segunda temporada, titulada My Lawyer, Mr. Jo 2: Crime and Punishment, que se transmitió en KBS2 entre enero y marzo de 2019. En ella, de los protagonistas de la primera temporada solo repite Park Shin-yang.

## Sinopsis
Jo Deul-ho era un fiscal con un futuro brillante, además de ser el yerno del jefe de la firma de abogados más grande de su país. Pero cuando denuncia la corrupción de la que es testigo en la fiscalía, lo pierde todo. Intenta reconstruir su vida y convertir su pequeño y deteriorado bufete de abogados de barrio en una segunda oportunidad, y llegar a ser un abogado que protege a las personas y defiende la ley, y crece como persona en el proceso.

## Reparto

### Protagonistas
- Park Shin-yang como Jo Deul-ho, abogado.[4][5]
- Kang So-ra como Eun-jo Lee, abogada.[6][7]
- Ryu Soo-young como Shin Ji-wook, fiscal.[8][9]
- Park Sol-mi como Jang Hae-gyeong, exesposa de Jo Deul-ho, abogada.[10][11]

### Bufete Geumsan
- Kang Shin-il como Jang Shin-woo.
- Jo Han-chul como Kim Tae-jung.[12]
- Jung Won-joong como el presidente Jung.

### Bufete de Deul-ho
- Hwang Seok-jeong como Hwang Ae-ra.[13]
- Park Won-sang como Bae Dae-soo.[14]
- Kim Dong-jun como Kim Yoo-shin (episodios 1-8 y 11-12).[15][16]

### Fiscales
- Kim Kap-soo como Shin Yeong-il (Fiscalía del Distrito Central de Seúl).[17][18]
- Yoo Seung-bong como el fiscal general Yoon Sang-hyeon.
- Nam Myeong-ryeol como Choi Dong-wook, fiscal jefe.
- Maeng Bong-Hak como fiscal jefe adjunto que investiga a Bae Dae-Su.
- Min Joon-hyeon como fiscal jefe adjunto que investiga a Hwang Ae-ra.

### Familia de Deul-ho y Eun-jo
- Yoon Bok-in como Jin Se-mi, madre de Eun-jo.
- Choi Jae-hwan como Kang Il-goo, el hermano menor de Deul-ho durante sus días en el orfanato.
- Jung Han-bi como Oh Jin-young, abogado público que fue compañero de clase de Eun-jo.
- Heo Jung-eun como Jo Soo-bin, hija de Deul-ho.[11][19]

### Otros
- Jung Kyu-soo como el juez Lee Joon-kang.[20]
- Kim Ji-an como Oh Seo-yoon.[21]
- Jang So-yun como Choi Ah-rim.
- Song Ji-in como Bae Hyo-jin, la hermana menor de Dae-soo.
- Park Sang-myun como Lee Joon-kang.
- Lee Yong-yi como Mal-sook.
- Choi Jong-ryul como el sacerdote de la escuela infantil.
- Jung Hee-tae como el fiscal Park Woo-sung.[22]

## Producción
La producción de la serie se vio envuelta en controversias sobre la originalidad del guion. El canal SBS y la guionista Choi Soo-jin protestaron por las similitudes que pudieron detectar con el guion de Abogado por un dólar, que se estaba preparando para emitir en ese canal. Con este guion la escritora había ganado el concurso de guiones de la Fundación Cultural SBS en mayo de 2015. Aunque el guion de My Lawyer, Mr. Jo está basado en un webtoon de Hatzling, según Choi Soo-jin hay personajes (como el de Lee Eun-jo) y escenas clave que no provienen del webtoon y en cambio son muy parecidos a los de Abogado por un dólar. Pese a las protestas y a un intento de acuerdo, finalmente siguió adelante la producción de My Lawyer, Mr. Jo, mientras que la de Abogado por un dólar se aplazó, y la serie no salió a la luz hasta 2022.
El 23 de marzo se lanzaron los carteles de la serie. El mismo día se presentó la serie en una conferencia de prensa celebrada en Amoris Hall (Seúl) con la presencia de los cuatro protagonistas.
El éxito en Corea de la serie propició una segunda temporada, titulada My Lawyer, Mr. Jo 2: Crime and Punishment, y al proyecto de una versión norteamericana por parte de la productora 3AD y de CBS, una serie ambientada en Los Ángeles, en la que de todos modos el protagonista sería un abogado estadounidense de ascendencia coreana.

## Audiencia
La serie fue un éxito de audiencia con un pico en el último episodio del 17 %, y siendo la primera de la misma franja horaria en seis episodios consecutivos.
| Episodio                                                                                 | Fecha de emisión    | Índice de audiencia | Índice de audiencia | Índice de audiencia | Índice de audiencia |
| Episodio                                                                                 | Fecha de emisión    | TNmS                | TNmS                | AGB Nielsen         | AGB Nielsen         |
| Episodio                                                                                 | Fecha de emisión    | Nacional            | Seúl                | Nacional            | Seúl                |
| ---------------------------------------------------------------------------------------- | ------------------- | ------------------- | ------------------- | ------------------- | ------------------- |
| 1                                                                                        | 28 de marzo de 2016 | 8,6 % (17.ª)        | 8,5 % (15.ª)        | 10,1 % (13.ª)       | 11 % (9.ª)          |
| 2                                                                                        | 29 de marzo de 2016 | 10,5 % (10.ª)       | 10,9 % (7.ª)        | 11,4 % (8.ª)        | 12,5 % (7.ª)        |
| 3                                                                                        | 4 de abril de 2016  | 9,2 % (19.ª)        | 9,6 % (11.ª)        | 10,9 % (8.ª)        | 11,6 % (7.ª)        |
| 4                                                                                        | 5 de abril de 2016  | 9,6 % (10.ª)        | 10,7 % (5.ª)        | 11,3 % (6.ª)        | 11,6 % (6.ª)        |
| 5                                                                                        | 11 de abril de 2016 | 9,6 % (13.ª)        | 10,2 % (7.ª)        | 12,3 % (6.ª)        | 13,2 % (6.ª)        |
| 6                                                                                        | 12 de abril de 2016 | 11 % (7.ª)          | 10,7 % (6.ª)        | 12,4 % (6.ª)        | 12,7 % (6.ª)        |
| 7                                                                                        | 18 de abril de 2016 | 10,6 % (11.ª)       | 11,7 % (5.ª)        | 12,6 % (5.ª)        | 14,3 % (5.ª)        |
| 8                                                                                        | 19 de abril de 2016 | 11,4 % (6.ª)        | 12,1 % (5.ª)        | 12,1 % (6.ª)        | 12,8 % (6.ª)        |
| 9                                                                                        | 25 de abril de 2016 | 10 % (12.ª)         | 10,6 % (7.ª)        | 12,7 % (7.ª)        | 13,9 % (6.ª)        |
| 10                                                                                       | 26 de abril de 2016 | 10,1 % (10.ª)       | 11,7 % (5.ª)        | 12,6 % (5.ª)        | 13,5 % (6.ª)        |
| 11                                                                                       | 2 de mayo de 2016   | 9,6 % (15.ª)        | 11,1 % (7.ª)        | 11 % (5.ª)          | 11,6 % (6.ª)        |
| 12                                                                                       | 3 de mayo de 2016   | 10,6 % (10.ª)       | 11,2 % (5.ª)        | 11,8 % (6.ª)        | 12,8 % (5.ª)        |
| 13                                                                                       | 9 de mayo de 2016   | 10,5 % (10.ª)       | 11,9 % (4.ª)        | 11,8 % (6.ª)        | 12,7 % (4.ª)        |
| 14                                                                                       | 10 de mayo de 2016  | 11,3 % (8.ª)        | 12,4 % (4.ª)        | 14,1 % (4.ª)        | 15,5 % (4.ª)        |
| 15                                                                                       | 16 de mayo de 2016  | 11,8 % (8.ª)        | 12,5 % (4.ª)        | 14,1 % (4.ª)        | 15,3 % (4.ª)        |
| 16                                                                                       | 17 de mayo de 2016  | 12,7 % (4.ª)        | 13,5 % (3.ª)        | 15,3 % (3.ª)        | 16,5 % (3.ª)        |
| 17                                                                                       | 23 de mayo de 2016  | 11,6 % (5.ª)        | 12,1 % (4.ª)        | 14 % (4.ª)          | 15,1 % (4.ª)        |
| 18                                                                                       | 24 de mayo de 2016  | 12,5 % (5.ª)        | 12,5 % (4.ª)        | 15,5 % (4.ª)        | 16,4 % (4.ª)        |
| 19                                                                                       | 30 de mayo de 2016  | 13,2 % (4.ª)        | 14 % (4.ª)          | 14,2 % (4.ª)        | 15 % (4.ª)          |
| 20                                                                                       | 31 de mayo de 2016  | 14,1 % (4.ª)        | 14,8 % (4.ª)        | 17,3 % (3.ª)        | 18,6 % (2.ª)        |
| Promedio                                                                                 | Promedio            | 10,9 %              | 11,6 %              | 12,9 %              | 13,8 %              |
| - En la tabla superior, en azul aparecen los índices más bajos, y en rojo los más altos. |                     |                     |                     |                     |                     |

## Premios y nominacione
| Año  | Premio                 | Categoría                                                 | Candidato        | Resultado | Ref.          |
| ---- | ---------------------- | --------------------------------------------------------- | ---------------- | --------- | ------------- |
| 2016 | 9th Korea Drama Awards | Gran Premio (Daesang)                                     | Park Shin-yang   | Nominado  |               |
| 2016 | 30th KBS Drama Awards  | Gran Premio (Daesang)                                     | Park Shin-yang   | Nominado  |               |
| 2016 | 30th KBS Drama Awards  | Premio a la gran excelencia, actor                        | Park Shin-yang   | Ganador   | [ 32 ]        |
| 2016 | 30th KBS Drama Awards  | Premio a la excelencia, actor en serie de media duración  | Park Shin-yang   | Nominado  |               |
| 2016 | 30th KBS Drama Awards  | Premio a la excelencia, actriz en serie de media duración | Kang So-ra       | Nominada  |               |
| 2016 | 30th KBS Drama Awards  | Mejor actor de reparto                                    | Kim Kap-soo      | Nominado  |               |
| 2016 | 30th KBS Drama Awards  | Mejor actriz de reparto                                   | Hwang Seok-jeong | Nominada  |               |
| 2016 | 30th KBS Drama Awards  | Mejor actriz infantil                                     | Heo Jung-eun     | Ganadora  | [ 19 ] [ 33 ] |